# Rhinoptera jayakari
Rhinoptera jayakari — вид хрящевых рыб рода бычерылов семейства орляковых скатов отряда хвостоколообразных надотряда скатов. Эти скаты обитают в тропических прибрежных водах Омана. Грудные плавники этих скатов срастаются с головой, образуя ромбовидный диск, ширина которого превосходит длину. Рыло массивное, плоское, передний край почти прямой с выемкой посередине. Тонкий хвост длиннее диска. 
Подобно прочим хвостоколообразным Rhinoptera jayakari размножаются яйцеживорождением. Эмбрионы развиваются в утробе матери, питаясь желтком и гистотрофом. Эти скаты не представляют интереса для коммерческого промысла.

## Таксономия
Впервые вид был научно описан в 1895 году. В справочнике пластиножаберных 1999 года валидность вида подвергается сомнению. Вид назван в честь Э. Джейяка (англ. Jayakar A. S. G. ), предоставившего Британскому музею образец нового вида для исследования. 

## Ареал
Rhinoptera jayakari встречаются только в водах Омана.

## Описание
Грудные плавники Rhinoptera jayakari, основание которых расположено позади глаз, срастаются с головой, образуя ромбовидный плоский диск, ширина которого превышает длину, края плавников имеют форму заострённых («крыльев»). Голова широкая с расставленными по бокам глазами и двумя шишковидными лопастями на рыле. Эти скаты отличаются от прочих хвостоколообразных выступами переднего контура хрящевого черепа и субростральным плавником с двумя лопастями. Позади глаз расположены брызгальца. Кнутовидный хвост длиннее диска. На вентральной поверхности диска имеются 5 пар жаберных щелей, рот и ноздри. 

## Биология
Rhinoptera jayakari иногда собираются в стаи. Подобно прочим хвостоколообразным они относятся к яйцеживородящим рыбам. Эмбрионы развиваются в утробе матери, питаясь желтком и гистотрофом.
На этих скатах паразитируют цестоды Nybelinia goreensis).

## Взаимодействие с человеком
Rhinoptera jayakari не являются объектом коммерческого промысла. Международный союз охраны природы пока не оценил охранный статус вида.